# Hohenzollern (Berg)
Der Hohenzollern ist ein markanter, 858,3 m ü. NHN hoher Berg bei Hechingen in Baden-Württemberg. Der Gipfel des Berges mit der Burg Hohenzollern liegt auf der Gemarkung von Zimmern, einem Teilort der Gemeinde Bisingen, die Nordflanke des Berges gehört zu Hechingen.
Der Berg ist namengebend für die geographische Region Zollernalb, einem westlichen Teil der Schwäbischen Alb.

## Geographie

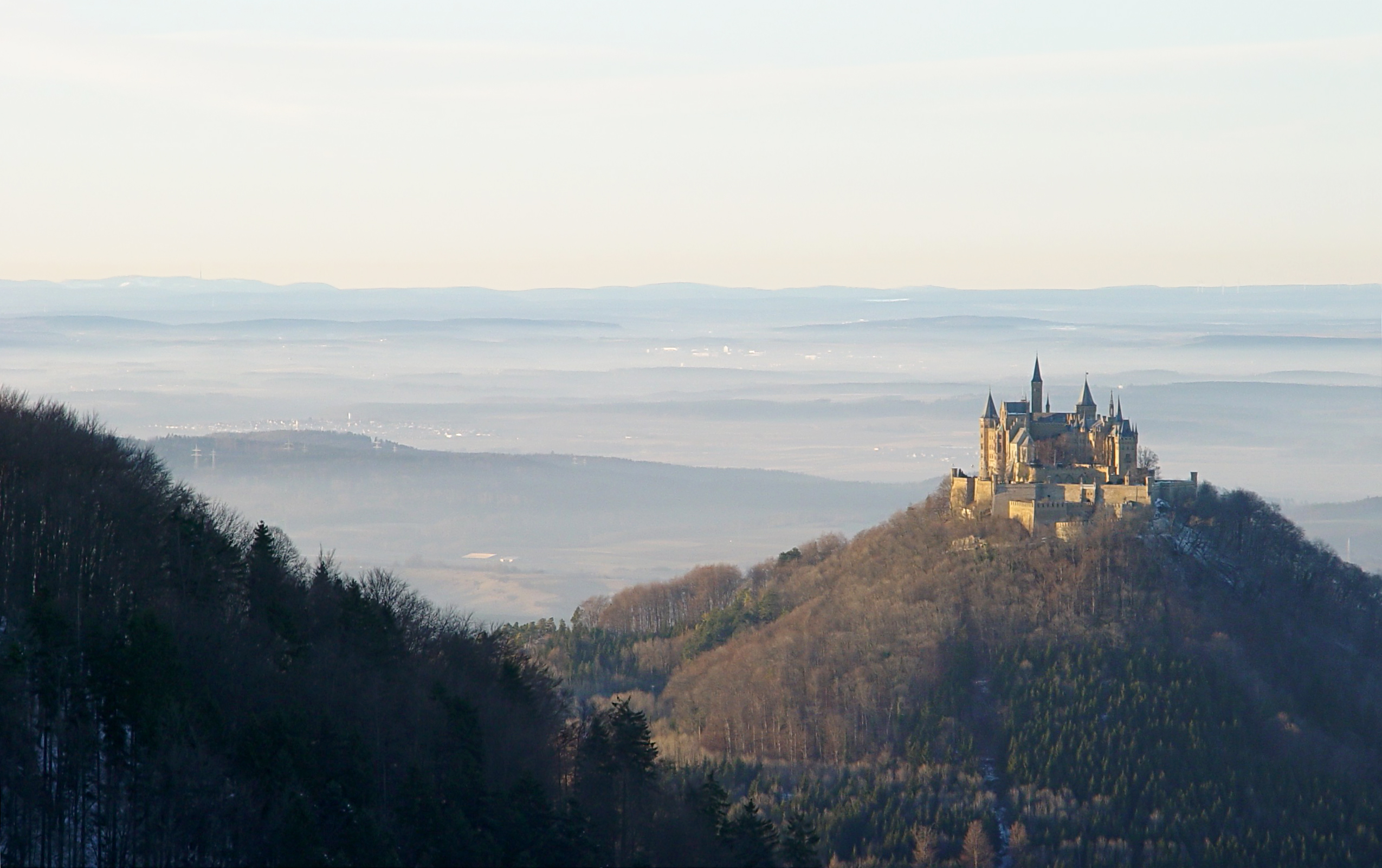
Blick vom Albtrauf auf den rund 100 m niedriger gelegenen Gipfel des Zollers, im Hintergrund der Schwarzwald

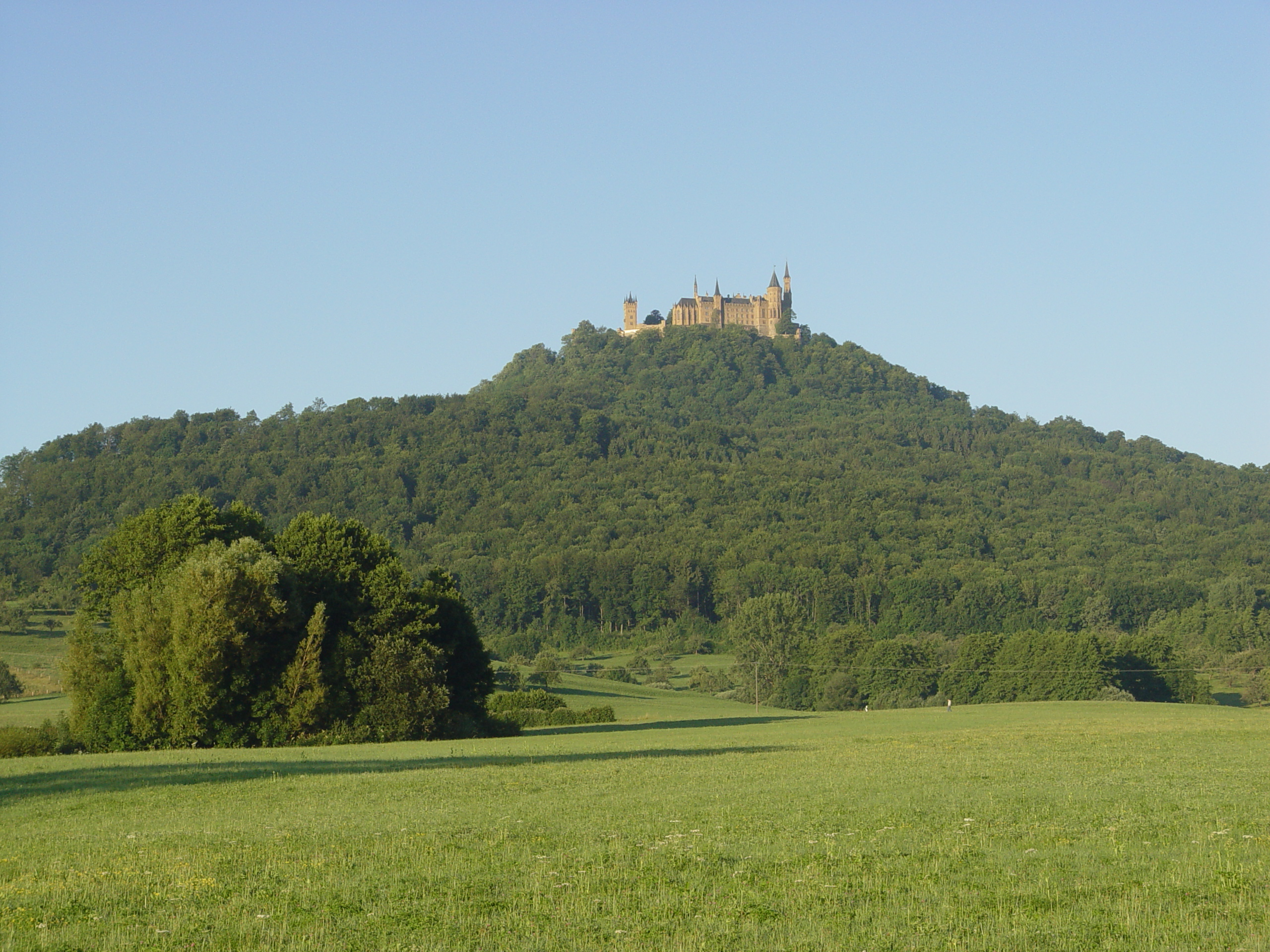
Nordansicht

Der Hohenzollern ist dem Trauf der Schwäbischen Alb rund einen Kilometer vorgelagert. Der Berg ist geographisch ein Zeugenberg, der sich in einer geologischen Verwerfungszone, dem so genannten Hohenzollerngraben, befindet. Durch Reliefumkehr wurde das grabeninnere Terrain weniger stark erodiert als die Umgebung und so blieben unter anderem das Zeller Horn, der vorgelagerte Hohenzollern und nordwestlich davon die Wilhelmshöhe erhalten.
An seinen Hängen wächst ein naturnaher Rotbuchenwald.

## Geologie
Der Zollernberg besteht aus Kalkstein der Wohlgeschichteten Kalk-Formation (ox2, früher Weißjura beta) und erhebt sich steil über den sanft ansteigenden Hängen aus den weicheren Gesteinen des Mitteljuras (Braunjura).

## Geschichte
Für das Jahr 1061 wird der Name erstmals in der Chronik Bertholds von der Reichenau erwähnt, dieser nennt Burchardus und Wezil „de Zolorin“, die gefallen seien.
Der Berg wird umgangssprachlich heute noch Zoller oder in der erweiterten Form Zollerberg genannt. Die weit verbreitete Behauptung einer Verbindung des Namens mit dem Wort Söller,  was so viel wie „Höhe“ bedeuten soll, ist spekulativ.
Im Mittelalter, vermutlich im 11. Jahrhundert, wurde auf dem Berg erstmals die Burg Hohenzollern erbaut. Die nach zweimaliger Zerstörung heute bestehende Anlage stammt aus dem 19. Jahrhundert.
Der Zoller steht im Mittelpunkt des Hohenzollernliedes.